# Wydział Rolniczo-Ekonomiczny Uniwersytetu Rolniczego im. Hugona Kołłątaja w Krakowie
Wydział Rolniczo-Ekonomiczny Uniwersytetu Rolniczego im. Hugona Kołłątaja w Krakowie – największy i najstarszy wydział tej uczelni. Jego początki sięgają 1890 roku, kiedy na Wydziale Filozoficznym Uniwersytetu Jagiellońskiego utworzono 3-letnie Studium Rolnicze, przekształcone w 1923 r. w samodzielny Wydział Rolniczy UJ. Wydział ten stał się podstawą powołania w 1953 r. Wyższej Szkoły Rolniczej, od 1972 r. Akademii Rolniczej. Do 1958 roku nosił nazwę Wydział Rolny, przekształconą na Rolniczy. Odegrał on dużą rolę, nie tylko w kształceniu studentów, ale również kadry naukowej, która przyczyniła się do rozwoju Uczelni i powstania w jej strukturach nowych wydziałów. W 2001 r. nazwę Wydziału Rolniczego zmieniono na Rolniczo-Ekonomiczny. Wydział posiada uprawnienia do nadawania stopnia doktora i doktora habilitowanego nauk rolniczych w dyscyplinie agronomia, doktora nauk społecznych w dyscyplinie ekonomia oraz do ubiegania się o tytuł profesora.

## Kierunki kształcenia
Dostępne kierunki:
- Agrobiologia (studia I stopnia)
- Biogospodarka (studia I i II stopnia)
- Doradztwo i administracja rolnicza (studia I stopnia)
- Ekonomia (studia I i II stopnia)
- Finanse i rachunkowość (studia I stopnia)
- Jakość i Bezpieczeństwo Środowiska (studia I stopnia)
- Ochrona środowiska (studia I i II stopnia)
- Rolnictwo (studia I i II stopnia)
- Zarządzanie (studia I stopnia)

## Poczet dziekanów
1. prof. dr Michał Wójcicki (1953–1954)
2. prof. dr Bolesław Smyk (1954–1958)
3. prof. dr Jan Kiełpiński (1958–1960)
4. prof. dr Tomasz Komornicki (1960–1962)
5. prof. dr Franciszek Nowotny (1962–1963)
6. prof. dr Józef Gondek (1963–1969)
7. prof. dr Jan Filipek (1969–1972)
8. prof. dr hab. Edward Ziółek (1972–1977)
9. prof. dr hab. Kazimierz Mazur (1977–1981)
10. prof. dr Julian Sawicki(inne języki) (1981–1982)
11. prof. dr Tomasz Komornicki (1982–1984)
12. prof. dr hab. Bolesław Adamczyk (1984–1987)
13. prof. dr Jan Filipek (1987–1993)
14. prof. dr hab. Kazimierz Mazur (1993–1996)
15. prof. dr hab. Czesława Jasiewicz (1996–2002)
16. prof. dr hab. Janusz Żmija (2002–2005)
17. prof. dr hab. Teofil Łabza (2005–2012)
18. prof. dr hab. inż. Andrzej Lepiarczyk (2012–2020)
19. prof. dr hab. inż. Bogdan Kulig (od 2020)

## Władze wydziału
W kadencji 2024–2028:
| Stanowisko                                 | Imię i nazwisko                   |
| ------------------------------------------ | --------------------------------- |
| Dziekan                                    | prof. dr hab. inż. Bogdan Kulig   |
| Prodziekan ds. Dydaktycznych i Studenckich | dr hab. inż. Tomasz Zaleski       |
| Prodziekan ds. Dydaktycznych i Studenckich | dr hab. inż. Andrzej Krasnodębski |

## Struktura organizacyjna
| Katedra                                           | Kierownik                             |
| ------------------------------------------------- | ------------------------------------- |
| Katedra Agroekologii i Produkcji Roślinnej        | dr hab. inż. Andrzej Oleksy           |
| Katedra Chemii Rolnej i Środowiskowej             | dr hab. inż. Agnieszka Baran          |
| Katedra Fizjologii, Hodowli Roślin i Nasiennictwa | prof. dr hab. inż. Marcin Rapacz      |
| Katedra Gleboznawstwa i Agrofizyki                | dr hab. inż. Tomasz Zaleski           |
| Katedra Mikrobiologii i Biomonitoringu            | prof. dr hab. inż. Elżbieta Boligłowa |
| Katedra Ekonomii i Gospodarki Żywnościowej        | dr hab. Jakub Piecuch                 |
| Katedra Statystyki i Polityki Społecznej          | dr hab. inż. Dagmara Zuzek            |
| Katedra Zarządzania i Ekonomii Przedsiębiorstw    | dr hab. inż. Andrzej Krasnodębski     |